# Суперчисло Пуле
Суперчисло Пуле — это число Пуле (то есть псевдопростое число Ферма по основанию 2), любой делитель d которого делит 
2d − 2.
Если составное число является псевдопростым по основанию 2, но не по любому основанию (то есть не является числом Кармайкла), то оно является суперчислом Пуле, а если {\displaystyle {\frac {\Phi _{n}(2)}{gcd(n,\Phi _{n}(2))}}} не является простым, то оно и все его делители являются псевдопростыми по основанию 2 и суперчислами Пуле.
Существует бесконечно много чисел Пуле, не являющихся суперчислами Пуле. Например, 561 = 3 ⋅ 11 ⋅ 17 является числом Пуле (так как 2560 − 1 делится на 561), но не является суперчислом Пуле (так как  233 − 2 не делится на 33). 

## Примеры
Например, 341 является суперчислом Пуле — он имеет положительные делители {1, 11, 31, 341} и выполняется:
(211 − 2) / 11 = 2046 / 11 = 186
(231 − 2) / 31 = 2 147 483 646 / 31 = 69 273 666
(2341 − 2) / 341 = 13 136 332 798 696 799 000 000 000 000 000 000 000 000 000 000 000 000 000 000 000 000 000 000 000 000 000 000 000 000 000 000 000 000
Суперчисла Пуле, меньшие 10 000:
| n  |                 |
| -- | --------------- |
| 1  | 341 = 11 ⋅ 31   |
| 2  | 1387 = 19 ⋅ 73  |
| 3  | 2047 = 23 ⋅ 89  |
| 4  | 2701 = 37 ⋅ 73  |
| 5  | 3277 = 29 ⋅ 113 |
| 6  | 4033 = 37 ⋅ 109 |
| 7  | 4369 = 17 ⋅ 257 |
| 8  | 4681 = 31 ⋅ 151 |
| 9  | 5461 = 43 ⋅ 127 |
| 10 | 7957 = 73 ⋅ 109 |
| 11 | 8321 = 53 ⋅ 157 |

## Суперчисла Пуле с 3 и более различными простыми делителями
Относительно легко получить суперчисла Пуле с 3 различными простыми делителями. Если вы найдено три числа Пуле с тремя общими простыми делителями, вы из получается суперчисло Пуле как произведение этих трёх делителей.
Пример:
2701 = 37 ⋅  73, число Пуле,
4033 = 37 ⋅ 109, число Пуле,
7957 = 73 ⋅ 109, число Пуле.
Тогда 294 409 = 37 ⋅ 73 ⋅ 109 является также числом Пуле. 
Суперчисла Пуле с 7 различными делителями можно получить из следующих чисел:
- { 103, 307, 2143, 2857, 6529, 11 119, 131 071 }
- { 709, 2833, 3541, 12 037, 31 153, 174 877, 184 081 }
- { 1861, 5581, 11 161, 26 041, 37 201, 87 421, 102 301 }
- { 6421, 12 841, 51 361, 57 781, 115 561, 192 601, 205 441 }

Например, 1 118 863 200 025 063 200 000 000 000 000 000 = 6421 ⋅ 12 841 ⋅ 51 361 ⋅ 57 781 ⋅ 115 561 ⋅ 192 601 ⋅ 205 441 является суперчислом Пуле с 7 различными простыми делителями и 120 числами Пуле.